# Melasina anarmosta
Melasina anarmosta är en fjärilsart som beskrevs av Diakonoff 1967. Melasina anarmosta ingår i släktet Melasina och familjen säckspinnare. Inga underarter finns listade i Catalogue of Life.